# 西蒙螈
西蒙螈（學名Seymouria），又名蜥螈或西蒙龍，是一類生存於二疊紀早期北美洲及歐洲的擬爬行動物。牠們細小，只有60厘米長。牠們適合在陸地生活，且擁有很多爬行類的特徵，事實上牠們也被認為是原始爬行類。

## 特徵

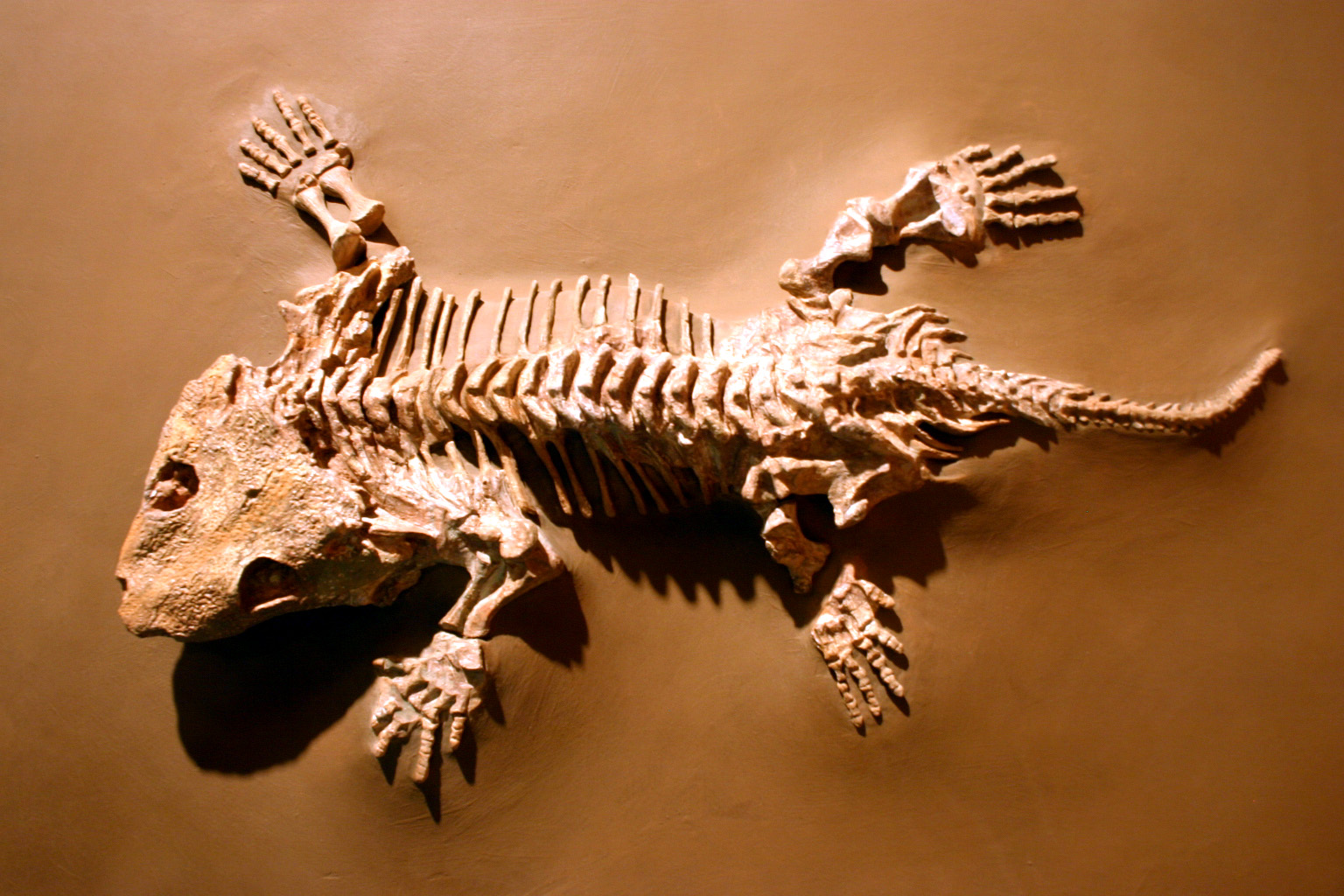
西蒙螈的骨骼。

二疊紀的乾旱氣候很適合爬行動物生存，而西蒙螈就擁有多種這類特徵。牠們的腳長及強壯，皮膚有可能是乾的及具有保存水份的能力。有指牠們可以從鼻腺排出血液內多餘的鹽份。這些都顯示西蒙螈並不像兩棲類及其他四足類，而是可以離開水面更長的時間。若真是這樣，牠們可以在陸地上到處走動尋找昆蟲、細小兩棲類及其他獵物。
雄性西蒙螈有很厚的頭顱骨，可能是為了用在交配比試。交配後，雌螈會回到水中產卵。幼螈會在水中生長，吃蠕蟲及昆蟲，直至牠們可以在陸地上生活。雖然沒有發現幼螈的化石，從其他西蒙螈目幼螈的化石可知牠們應該擁有外鰓。
西蒙螈的化石是在美國德克薩斯州的西摩及貝勒縣發現。另外在北美洲及德國都有發現一些保存完好的化石。

## 大眾文化
西蒙螈在BBC製作的《與巨獸同行》中出場，對異齒龍的巢穴虎視眈眈。

## 外部連結
- Tree of Life Project （页面存档备份，存于）